# CRB Aïn Fakroun
Chabab Riadhi Baladiyat Aïn Fakroun (em árabe : الشباب الرياضي لبلدية عين فكرون ), conhecido como CRB Aïn Fakroun ou simplesmente CRBAF , é um clube de futebol argelino localizado em Aïn Fakroun na província de Oum El Bouaghi . O clube foi fundado em 1947 e as cores do time são preto e branco. O seu estádio é o Stade Abderrahmane Allag , tem capacidade para 9.000 espectadores. O clube está atualmente jogando na Ligue Nationale du Football Amateur.